# Vales (Valpaços)
Vales is een plaats (freguesia) in de Portugese gemeente Valpaços en telt 337 inwoners (2001).